# Cynometra leonensis
Cynometra leonensis är en ärtväxtart som beskrevs av John Hutchinson och John McEwan Dalziel. Cynometra leonensis ingår i släktet Cynometra, och familjen ärtväxter. Utöver nominatformen finns också underarten C. l. goldmanii.